# Anatolie Simac
Anatolie Simac (n. 15 mai 1946, satul Cioropcanii Noi, raionul Ungheni) este un general din Republica Moldova, care a deținut funcția de viceministru al afacerilor interne și comandant al Departamentului Trupelor de Carabinieri. Amembru al Parlamentului Republicii Moldova în anii 1990. Este unul din cei 278 de semnatari ai Declarației de Independență a Republicii Moldova.

## Biografie
Anatolie Nazarie Simac s-a născut la data de 15 mai 1946 în satul Cioropcanii Noi, raionul Ungheni, RSS Moldovenească. În anul 1976 a absolvit Școala superioară politică a MAI al URSS, după care a activat în diferite funcții de comandă. A îndeplinit și funcția de locțiitor al comandantului Academiei de Poliție "Ștefan cel Mare" din Chișinău.
La data de 11 februarie 1997, a fost numit în funcția de viceministru al afacerilor interne și comandant al Departamentului Trupelor de Carabinieri, deținând această funcție până la 7 mai 2001. La data de 11 decembrie 1997, președintele Petru Lucinschi i-a acordat gradul militar de general de brigadă.
Anatolie Simac este căsătorit și are trei copii.

## Distincții și decorații
- Ordinul Republicii[2]

Pentru activitatea îndelungată și rodnică în organele de drept, merite în sporirea rolului lor în asigurarea legalității și ordinii publice, contribuție personală la pregătirea și instruirea cadrelor de înaltă calificare, președintele Mircea Snegur l-a decorat la 5 iulie 1996 cu Medalia „Meritul Civic”.